# Kukulcania
Kukulcania és un gènere d'aranyes araneomorfes de la família Filistatidae descrita per primer cop per Pekka T. Lehtinen en 1967.que es troba distribuït per tot el continent americà. Porta el nom de Kukulkan, una deïtat serp mesoamericana.

## Taxonomia
- Kukulcania arizonica (Chamberlin i Ivie, 1935) (USA)
- Kukulcania brevipes (Keyserling, 1883) (Perú)
- Kukulcania geophila (Chamberlin & Ivie, 1935) (USA)
  - Kukulcania geophila wawona (Chamberlin & Ivie, 1942) (USA)
- Kukulcania hibernalis (Hentz, 1842) (Amèrica)
- Kukulcania hurca (Chamberlin & Ivie, 1942) (USA)
- Kukulcania isolinae (Alayón, 1972) (Cuba)
- Kukulcania tractans (O. P-Cambridge, 1896) (Mèxic)
- Kukulcania utahana (Chamberlin & Ivie, 1935) (USA)